# 上奥尔蒙
上奥尔蒙（法語：Ormont-Dessus）是瑞士联邦西部法语区的沃州下设的一个镇。在行政上属于埃格勒区管辖。上奥尔蒙的总面积为61.65平方公里。截至2010年底，总人口为1,457。